# Lugau/Erzgeb.
Lugau/Erzgeb., Lugau/Erzgebirge – miasto w Niemczech, w kraju związkowym Saksonia, w powiecie Erzgebirgskreis, siedziba wspólnoty administracyjnej Lugau (Erzgebirge). Do 29 lutego 2012 należało do okręgu administracyjnego Chemnitz. 1 stycznia 2013 do miasta przyłączono gminę Erlbach-Kirchberg, która stała się automatycznie jego dzielnicą.

## Współpraca
Miejscowości partnerskie[Potrzebny Przypis]:
- Penzberg
- Sallaumines